# Ooswinkel

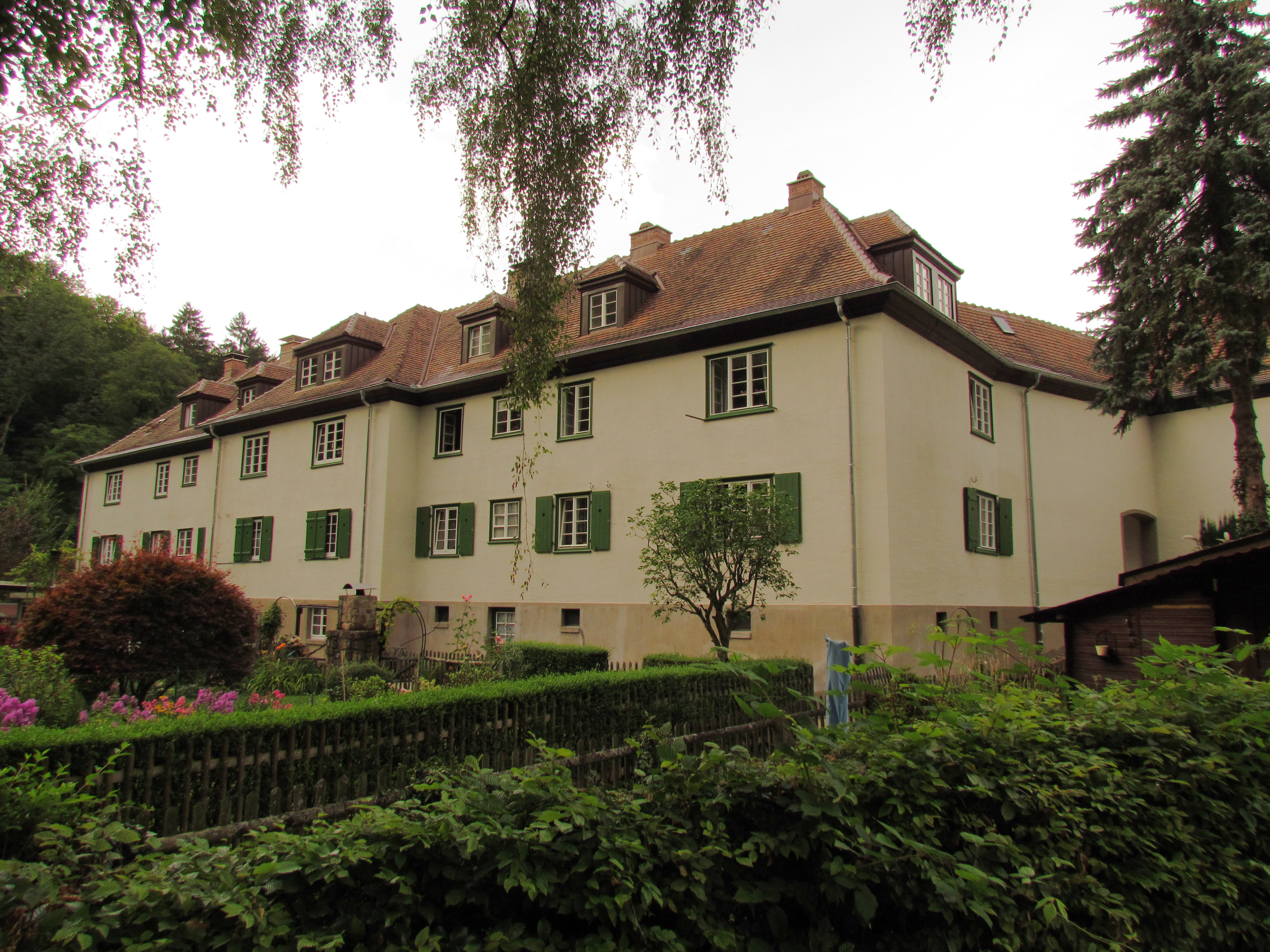
Rückseite eines Hauses mit Gärten im Ooswinkel

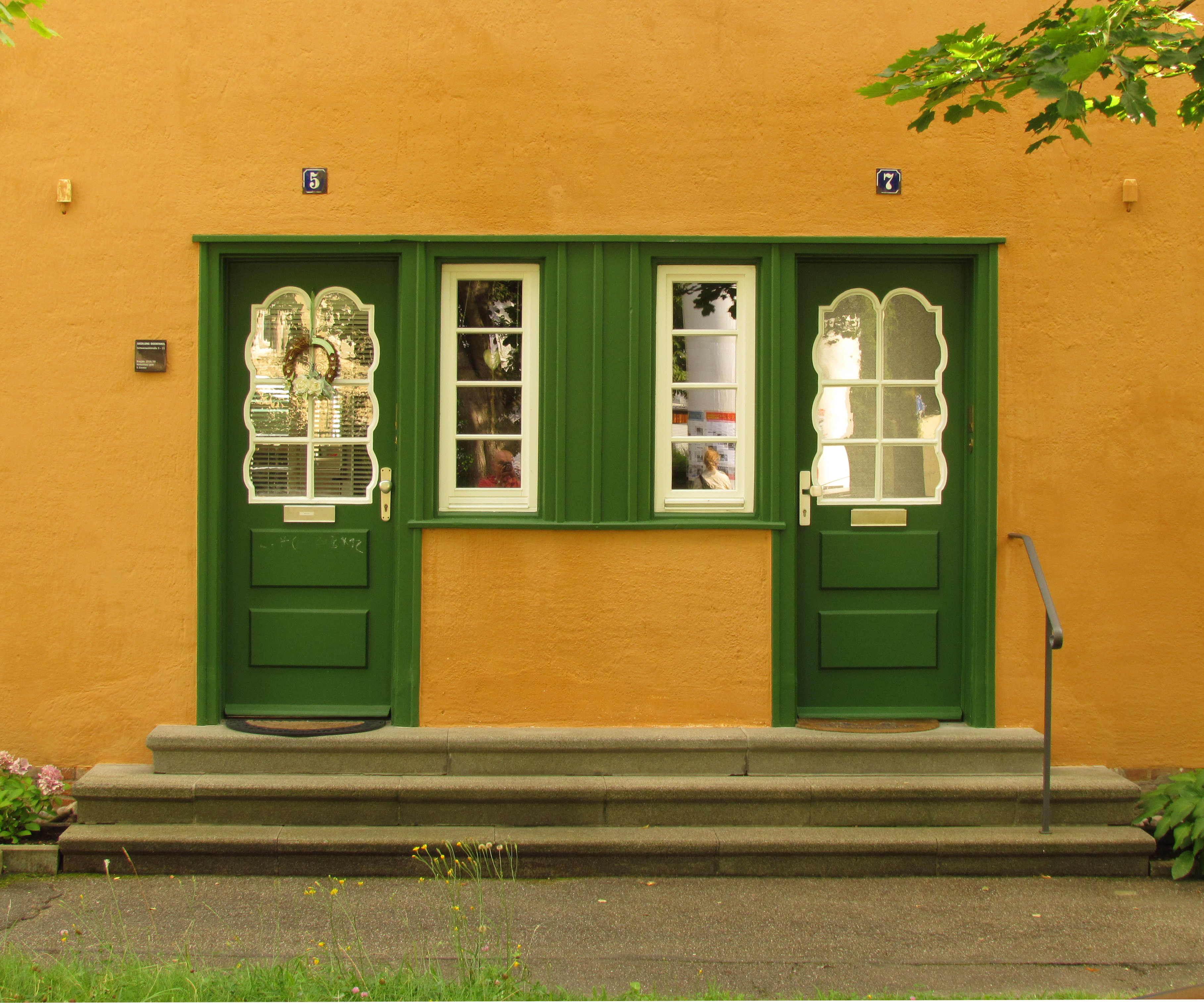
Haustüren im Ooswinkel

Der Ooswinkel in der Weststadt von Baden-Baden ist eine Siedlung nach Art der Gartenstädte. Sie entstand nach Plänen von Paul Schmitthenner.
Parallel zum sogenannten Autobahnzubringer (Teil der B 500) verläuft die Schwarzwaldstraße. Auf dem Gelände hinter den Häusern mit den Nummern 1 bis 41 macht die Oos einen Bogen von ca. 50°. Das Areal zwischen Oosbogen und Schwarzwaldstraße ist zu Beginn des 20. Jahrhunderts von sozial engagierten Bürgern der Kurstadt ausgesucht worden, um dort eine Arbeitersiedlung in der Art der Gartenstädte zu errichten.
Die Häuser mit sparsamem, aber zweckmäßigem Grundriss sollten in Gärten und Grünanlagen eingebettet werden, um den Arbeitern ein gesünderes Wohnen zu ermöglichen.
Die 1912 gegründete Gemeinnützige Baugenossenschaft Baden-Baden begann 1920 mit dem Bau der ersten Häuser. 
Mitinitiator dieser Genossenschaft war der seit 1900 in Baden-Baden praktizierende Arzt, Psychoanalytiker und Schriftsteller Georg Groddeck (1866–1934), der bis zu seinem von den Nationalsozialisten erzwungenen Rücktritt im Jahre 1933 Aufsichtsratsvorsitzender der Baugenossenschaft gewesen ist.
Parallel zur Schwarzwaldstraße erstreckt sich die Kapellmattstraße. Von dieser abzweigend verläuft die Hirschackerstraße in einem ähnlichen Bogen wie die Oos, um wieder in die Kapellmattstraße zu münden. Mehr als 100 Häuser, meistens zweigeschossige Einfamilienhäuser, sind errichtet worden.
Die Häuser der Schwarzwaldstraße 1 bis 41 haben ihre Gärten in Richtung Kapellmattstraße, die der Kapellmattstraße in Richtung Schwarzwaldstraße, so dass sich ein buntes Gartengemisch mit zahlreichen Verbindungswegen ergibt.
Die Gärten der Häuser in der Hirschackerstraße liegen zur Oos hin und können von einem Fußweg aus, welcher an der Oos entlangführt, eingesehen werden.
Insgesamt gibt es in der Ooswinkelsiedlung etwa 80 Einfamilienhäuser und 120 Mietwohnungen.